# Domenico Izzo
Domenico Izzo (Rotondella, 14 novembre 1948 – Montalbano Jonico, 25 maggio 2023) è stato un politico italiano.

## Biografia
Nel 1996 venne eletto deputato nel collegio di Pisticci della circoscrizione Basilicata nella coalizione de L'Ulivo. Nel corso della XIII legislatura, fece parte della VIII Commissione (ambiente, territorio e lavori pubblici), della XIII Commissione (agricoltura) e della XIV Commissione (politiche dell'Unione Europea).